# Irina Poltoratskaya
Irina Dibirova, más conocida como Irina Poltoratskaya (Irina Igorevna Poltoratskaya y, en ruso, Ирина Игоревна Полторацкая, nacida el 12 de marzo de 1979 en Antratsit), es una entrenadora de balonmano rusa y ex jugadora de balonmano.

## Trayectoria

### Como jugadora

#### Clubes
Hasta el año 2000 jugó con el equipo ruso del Istochnik Rostov dónde compitió en Europa, ganando la final de la Supercopa de Europa del 97 al Vfb Leipzigy llegando a la final del Champions Trophy de ese mismo año.
En el 2000, aun en Rusia, se mudó a Togliatti, para unirse al Lada Toljatti, el máximo rival, con el que solamente llegó a cuartos de final de la Copa de Europa pero con el que levantó tres títulos nacionales y la Recopa del 2002
En 2004 Irina se cambió a la liga danesa de la mano de Anja Andersen, que la llamó para el Slagelse Dream Team, flamante campeón europeo y la potencia a batir por aquel entonces, pero su carrera en Europa se vio parada por una grave lesión de menisco que la tuvo apartada de las pistas durante casi una temporada completa. Se recuperó para la final de Champions que volvió a ganar el equipo danés ante el Kometal DP Skopje, anotando Irina un gol desde los siete metros. Compitió al año siguiente, llegando a la final de la EHF Champions League. Anja le apoyó tanto que Irina le regaló su medalla del Campeonato del Mundo de 2005 para agradecer su ayuda en la recuperación.
Volvió a la liga rusa, al equipo de la ciudad de Zvenigorod, el Zvezda Zvenigorod, con el que volvió a alzar la Champions League del 2007-08 además de la EHF Cup del 2006-07.
Se retiró en el 2010.

##### Trayectoria de clubes
- 1997–00:  Istochnik Rostov
- 2000–04:  HC Lada Toljatti
- 2004–06:  Slagelse DT
- 2006–10:  Zvenigord Zvezda

#### Selección
Desde 1999 al 2008 compitió con la selección rusa, con la que participó en cinco campeonatos del mundo, otros tantos campeonatos de Europa y en los Juegos Olímpicos de Bejing 2008. Una de las pocas tricampeonas del mundo, una medalla de plata y dos más de bronce en el Campeonato de Europa y la medalla de plata en los Juegos Olímpicos de Pekin 2008 le hacen una de las jugadoras más laureadas de la historiamee lo que le abrió las puertas al Salón de la Fama de la EHF.

### Como entrenadora
Empezó entrenando al Vardar macedonio donde sustituyó al entrenador español David Davis, al que le hizo llegar dos veces a la final de la Liga de Campeones (2016–17 y 2017–18), además de ganar el doblete nacional en el 2017 y el 2018. En el 2020, tras la disolución del equipo macedonio, estuvo a punto de entrenar a la selección rusa, como asistente de Evgeniy Trefilov, pero al final no se cerró la operación. 
Desde el 2023 entrena al equipo ruso del Rostov-Don

## Títulos y galardones

### Con la selección rusa
- 1 x Medalla de plata en los Juegos Olímpicos de Pekín 2008
- 3 x Medalla de oro en el Campeonato del Mundo (2001, 2005, 2007)
- 1 x Medalla de plata en el Campeonato de Europa (2006)
- 2 x Medalla de bronce en el Campeonato de Europa (2000, 2008)

### Competiciones de clubes (jugadora)
- 2 x Champions League (2004–05, 2007–08)
- 1 x Supercopa de Europa (1997)
- 1 x Recopa de Europa (2002)
- 1 x EHF Cup (2006–07)
- 5 x Campeón de Liga Rusa[11]
- 1 x Campeón de Dinamarca (2005)[11]

### Competiciones de clubes (entrenadora)
- 2 x Liga de Macedonia (2016–17 y 2017–18)[13]
- 2 x Copa de Macedonia (2017 y 2018)[14]

### Galardones individuales
- MVP de la Supercopa de Europa del 2007.[15]
- Maestra de Honor de los Deportes.
- Miembro del Salón de la Fama de la EHF

## Vida
Está casada con el jugador de balonmano Timur Dibirov, con la que tiene 2 hijos. En el 2011, con su matrimonio, cambió su apellido Poltoratskaya por el de Dibirova (esposa de Dibirov).
Sus jugadoras favoritas son Anya Vyakhireva y Dasha Dmitrieva. 
Uno de sus sueños es ganar como entrenadora la Champions League.